# 8 tháng 2
Ngày 8 tháng 2 là ngày thứ 39 trong lịch Gregory. Còn 326 ngày trong năm (327 ngày trong năm nhuận).

## Sự kiện
- 1971 – Chiến tranh Việt Nam: Lục quân Việt Nam Cộng hòa mở Chiến dịch Lam Sơn 719 nhằm cắt đứt tuyến đường Trường Sơn của quân miền Bắc.
- 266 – Sau khi được Tào Ngụy Nguyên Đế thiện vị, Tấn vương Tư Mã Viêm lập đài ở Nam Giao, lên ngôi hoàng đế, khởi đầu triều Tây Tấn, tức ngày Bính Dần (17) tháng 12 năm Ất Dậu.
- 421 – Constantius III trở thành đồng hoàng đế của Đế quốc Tây La Mã.
- 1347 – Cuộc nội chiến kéo dài 6 năm tại Đế quốc Đông La Mã kết thúc bằng một thỏa thuận chia sẻ quyền lực giữa Ioannes VI Kantakouzenos và Ioannes V Palaiologos.
- 1575 – Đại học Leiden được thành lập với khẩu hiệu Pháo đài tự do, là trường đại học cổ xưa nhất của Hà Lan.
- 1587 – Nữ vương Scotland Mary Stuart bị hành quyết vì bị nghi tham gia vào âm mưu ám sát họ hàng là Nữ vương Elizabeth I của Anh.
- 1601 – Bá tước xứ Essex Robert Devereux nổi dậy chống lại Nữ vương Anh Elizabeth I song nhanh chóng bị dập tắt.
- 1644 – Thủ lĩnh nổi dậy Lý Tự Thành xưng vương tại Tây An, đặt quốc hiệu là Đại Thuận, tức ngày Canh Dần (1) tháng 1 năm Giáp Thân.
- 1807 – Chiến tranh Liên minh thứ tư: kết thúc Trận Eylau giữa quân Pháp với quân Nga-Phổ.
- 1880 – Hội đồng Thuộc địa Nam Kỳ được thành lập.
- 1902 – Lương Khải Siêu thành lập "Tân Dân tùng báo" tại Yokohama, Nhật Bản nhằm ủng hộ chế độ quân chủ lập hiến cho Đại Thanh.
- 1904 – Nhật Bản tuyên chiến và bất ngờ tiến công lực lượng Nga tại Lữ Thuận Khẩu bằng ngư lôi, mở đầu Chiến tranh Nga-Nhật.
- 1910 – William D. Boyce hợp nhất Hội Nam Hướng đạo Mỹ.
- 1942 – Chiến tranh thế giới thứ hai: Quân đội Nhật Bản đổ bộ vào Singapore, chiến đấu với lực lượng Anh Quốc.
- 1948 – Quân đội Nhân dân Triều Tiên được tuyên bố chính thức thành lập.
- 1950 – Cơ quan cảnh sát mật Stasi của Cộng hòa Dân chủ Đức được thành lập.
- 1971 – Sàn giao dịch chứng khoán NASDAQ bắt đầu mở cửa giao dịch.
- 1984 – Thế vận hội Mùa đông 1984 khai mạc tại Sarajevo, Nam Tư.
- 1992 – Thế vận hội Mùa đông 1992 khai mạc tại Albertville, Pháp.
- 2002 – Thế vận hội Mùa đông 2002 khai mạc tại Salt Lake City, Utah, Hoa Kỳ.
- 2010 – Một loạt vụ tuyết lở xảy ra tại phía bắc Kabul, Afghanistan, khiến hơn một trăm người thiệt mạng.

## Sinh
- 1762 – Gia Long, Hoàng đế đầu tiên của nhà Nguyễn (m. 1820)
- 1405 – Konstantinos XI Palaiologos, hoàng đế của Đông La Mã (m. 1453)
- 1700 – Daniel Bernoulli, nhà toán học và vật lý học người Hà Lan-Thụy Sĩ (m. 1782)
- 1820 – William T. Sherman, tướng lĩnh người Mỹ (m. 1891)
- 1828 – Jules Verne, nhà văn người Pháp (m. 1905)
- 1830 – Abdul Aziz, sultan của Ottoman (m. 1876)
- 1834 – Dmitri Mendeleev, nhà hóa học người Nga, tức 27 tháng 1 theo lịch Julius (m. 1907)
- 1880 – Franz Marc, họa sĩ người Đức (m. 1916)
- 1900 – Ivan Petrovich Ivanov-Vano, họa sĩ và đạo diễn phim hoạt hình Liên Xô, tức 27 tháng 1 theo lịch Julius (m. 1987)
- 1921 – Lana Turner, diễn viên người Mỹ (m. 1995)
- 1922 – Yuri Averbakh, kỳ thủ cờ vua người Liên Xô và Nga
- 1924 – Khamtai Siphandon, Chủ tịch nước Lào
- 1925 – Ngọc Bảo, nhạc sĩ, ca sĩ người Việt Nam (m. 2006)
- 1928 – Vyacheslav Vasilyevich Tikhonov, diễn viên người Liên Xô (m. 2009)
- 1931 – 
  - James Dean, diễn viên người Mỹ (m. 1955)
  - Lâm Quang Thơ, Thiếu tướng Quân lực Việt Nam Cộng hòa (Mất 1985)
- 1932 – John Williams, nghệ sĩ piano, nhà soạn nhạc người Mỹ
- 1952 – Miêu Khả Tú, diễn viên người Hồng Kông
- 1954 – Ksor Phước, chính trị gia người Việt Nam
- 1960 – Benigno Aquino III, Tổng thống Philippines
- 1964 – Trinny Woodall, nhà thiết kế thời trang người Anh Quốc
- 1965 – Trương Vệ Kiện, diễn viên người Hồng Kông
- 1966 – Hristo Stoichkov, cầu thủ bóng đá Bulgaria
- 1972 – Paul Wight, đô vật người Mỹ
- 1977 – Dave Farrell, tay ghi-ta người Mỹ (Linkin Park)
- 1979 – Đặng Siêu, diễn viên người Trung Quốc
- 1982 – Erik Rhodes, diễn viên khiêu dâm người Mỹ
- 1985 – Phùng Ngọc Huy, diễn viên người Việt Nam
- 1990 – Trần Thị Thùy Dung, hoa hậu Việt Nam năm 2008
- 1992 – Carl Jenkinson, cầu thủ bóng đá người Anh Quốc-Phần Lan
- 1994 -  Hà Nhi, nữ ca sĩ người Việt Nam
- 1995 – Angela Phương Trinh, diễn viên, ca sĩ người Việt Nam
- 2001 – I.N, thành viên người Hàn Quốc của nhóm nhạc nam Stray Kids

## Mất
- 1265 – Húc Liệt Ngột, quân chủ người Mông Cổ (s. 1217)
- 1587 – Mary của Scotland, nữ vương Scotland, vương hậu của Pháp (s. 1542)
- 1725 – Pyotr I của Nga, sa hoàng của Nga, tức 28 tháng 1 theo lịch Julius (s. 1672)
- 1874 – David Friedrich Strauß, nhà thần học người Đức (s. 1808)
- 1912 – Wilhelm von Hahnke, thống chế Phổ (s. 1833)
- 1918 – Louis Renault, luật gia và nhà giáo dục người Pháp, đoạt giải Nobel (s. 1843)
- 1921 – Pyotr Kropotkin, nhà động vật học, nhà địa lý, nhà ngữ văn học người Nga (s. 1842)
- 1946 – Felix Hoffmann, nhà hóa học người Đức (s. 1868)
- 1957 – John von Neumann, nhà toán học và vật lý học người Hungary-Mỹ (s. 1903)
- 1975 – Sir Robert Robinson, nhà hóa học người Anh Quốc, đoạt giải Nobel (s. 1886)
- 1979 – Dennis Gabor, nhà vật lý học người Hungary-Anh Quốc, đoạt giải Nobel (s. 1900)
- 1998 – Halldór Laxness, tác gia người Iceland, đoạt giải Nobel (s. 1902)
- 2002 – Vương Đỉnh Xương, Tổng thống Singapore (s. 1936)
- 2004 – Ivan Jaŭciejevič Paliakoŭ, nguyên thủ quốc gia Byelorussia Xô viết (s.1914).[1]
- 2007:
– Nguyễn Hữu Đang, nhà báo, chính khách người Việt Nam (s. 1913).
– Anna Nicole Smith, người mẫu người Mỹ (s. 1968).
- 2017 – Nguyễn Cảnh Toàn, Giáo sư toán học người Việt Nam (s. 1926).